# Joseph Sebag-Montefiore
Sir Joseph Sebag-Montefiore (* 29. August 1822 in London; † 19. Januar 1903 ebenda) war ein britischer Bankier und Politiker. 
Er war der Sohn von Solomon Sebag und dessen Gattin Sarah Montefiore. Am 29. August 1885 wurde sein Familienname mit königlicher Erlaubnis nach der Familie seiner Mutter zu Sebag-Montefiore ergänzt.
Er war Neffe und Vermögenserbe von Moses Montefiore. Er bekleidete eine große Reihe öffentlicher Ämter, u. a. 1889 Justice of the Peace (J.P.) für Kent, Lieutenant of the City of London, High Sheriff of Kent. Er war lange Zeit der regierungsamtlich anerkannte Vertreter der englischen Juden. U. a. war er von 1894 bis 1902 der Präsident des Gemeinderates der spanisch-portugiesischen Juden Londons. 1896 wurde er in den Ritterstand erhoben.